# 速霸陸Vivio
速霸陸Vivio（日语：スバル・ヴィヴィオ）乃日本富士重工業於1992年至1998年間研發製造的輕型車，為速霸陸Rex的後繼車款。2001年該款車曾在中國市場國產化，即為貴航雲雀WOW（屬後期型），至於原裝進口版則稱為斯巴魯小公主。
車名源於英語中的「vivid」，表示色彩鮮豔之意；此外該車引擎排氣量「660」以羅馬數字書寫為 「VI VI 0」，與「vivio」近似。

## 概要
1992年 - 3月作為Rex的後繼車款（A型）正式上市，分成乘用車（原廠代號：FF車為KK3、4WD車為KK4）和商用車（原廠代號：FF車為KW3、4WD車為KW4）兩種市場定位。內裝的設計理念從「driver mini sedan（駕駛者之迷你轎車）」出發，雖然造型簡單但具有時尚感，所有控制面板和旋鈕皆以容易就手為考量，當然也針對女性車主做調整。
乘用車延續曾搭載於Rex、具有EMPi電子多點噴射系統的658c.c.直列四缸SOHC EN07E型引擎，商用車則使用單化油器的658c.c.直列四缸SOHC EN07A型引擎；變速箱系統則採五速手動排檔、三速自動排檔二種設定。雖然Vivio為輕型車，但懸吊系統採四輪獨立懸吊之麥花臣懸吊系統，前輪懸吊加裝下支臂與連桿，後輪則為半拖曳臂懸吊系統（semi-trailing arm suspension）。
1993年 - 2月追加「RX-RA」、「GX-R」二種車型；5月「T-Top」車型（原廠代號KY3型）發售。9月小改款（B型），改用新冷媒。
1994年 - 小改款發表（C型），改良後輪懸吊系統以改善轉向不足的問題。自然進氣引擎版的車頭造型改變，將後座座椅的三點式安全帶列為標準配備；2月追加「GX-T」新車型。
1995年 - 4月將廂型車型的變速箱改成三速自動排檔，6月發表「M300」車型，10月小改款（D型），11月發行「Bistro」新車型。
1996年 - 10月再次小改款（E型），自然進氣引擎版的車頭造型再改變，空調系統加入抗菌功能，後照鏡面積加大。
1997年 - 5月追加「RX-SS」新車型，將以往的ECVT變速系統，改成六速手排模式SportShift手自排系統。該變速系統乃保時捷汽車與富士重工業共同開發，原本在1995年第31屆東京車展展出「Vivio RX-T」概念車時公開發表，直到此時才正式使用於量產車。9月小改款，並追加「GX-SS」新車型。
1998年 - 10月原廠宣布停產，實質上的後繼車款為Pleo。

### 車型一覽

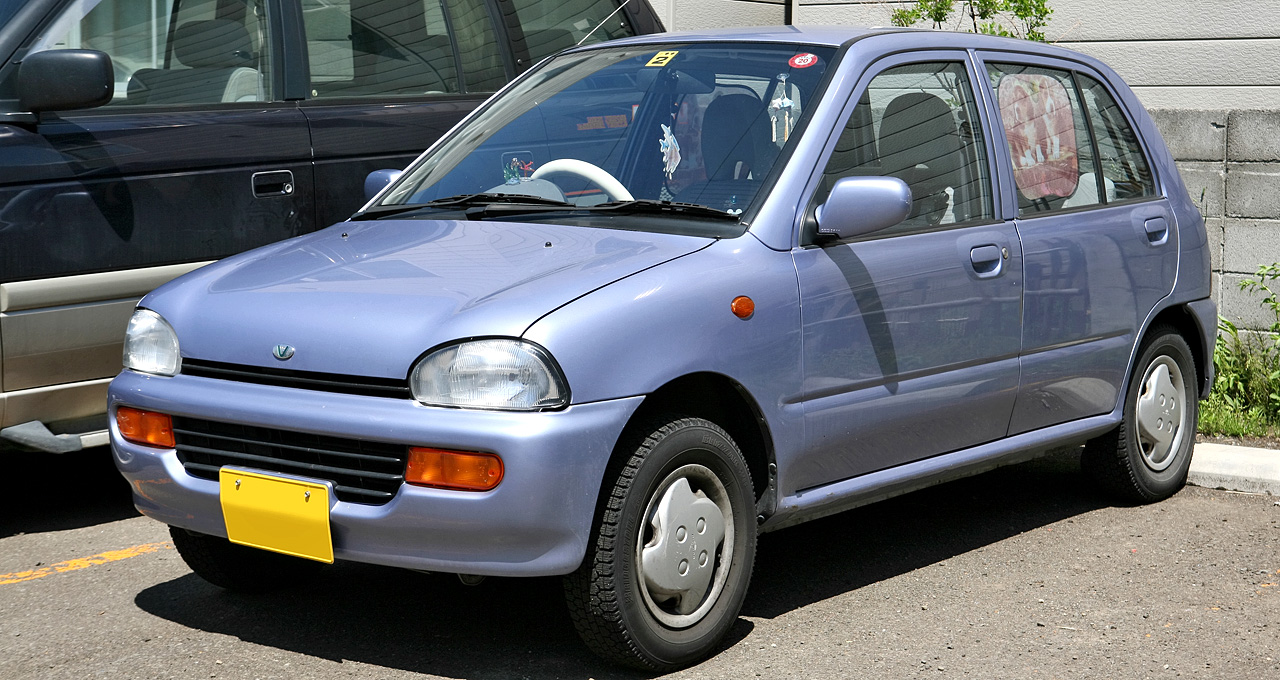
em 4WD

- e型：主要設定為營業商用廂型車，保險桿和後照鏡都是黑色烤漆，也沒有空調系統。
- 2 seater型：顧名思義將廂型車的後座取消，用於載貨用途，比e型更減少後車窗除霧線、後車門開關等裝置。
- ef型：入門版，具有印刷皮革座椅、空調系統等配備。
- ef-s型：廂型車型的豪華版，到了後期動力方向盤列入標準配備。
- ef-sII型：1997年11月發售的廂型車豪華版。
- el型：中階版，具備布質座椅、空調系統、輪圈蓋等，而動力方向盤為選購。1994年後因銷量不佳，原廠乃改推配備更為簡化、售價更低廉的el-s版，以刺激銷售量。
- ex型：三門掀背車的頂級版，具有電動調整後視鏡、轉速表、專屬飾紋、冷暖空調系統、電動窗、動力方向盤，但是ABS防鎖死煞車系統卻為選購配備。

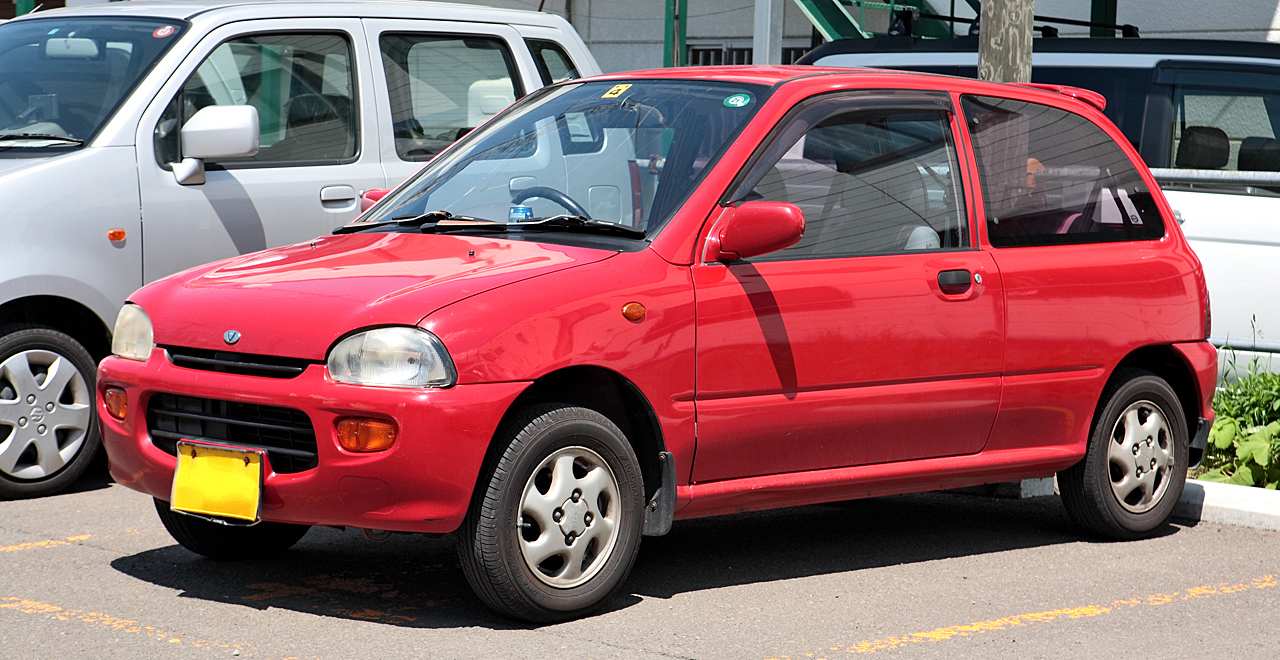
em-s 4WD

- es型：五門掀背車的頂級版，以ex型為基礎再加上抗紫外線車窗玻璃、上下可調式方向盤、後座頭枕、駕駛座椅面上下調整裝置等，SRS安全氣囊為選購。
- el-s型：1994年發售的廉價入門版，布質座椅和12吋輪圈蓋為標準配備。
- em型：此為中階等級，石英時鐘、電動調整後視鏡、電動窗等屬於標準配備。
- em-p型：針對女性車主的等級，以em型為基礎加上專用音響喇叭、座椅材質、抗紫外線車窗玻璃等配備；而SRS安全氣囊為選購品。
- em-s型：第三度小改款時發表，以em型為基礎，加上高亮度尾燈（含LED第三煞車燈）、12吋鋁合金鋼圈等的運動化配備。
- M300型：銷售達3百萬輛的特別仕樣車，木紋裝飾的音響面板、運動化前座椅、SRS安全氣囊等為標準配備。

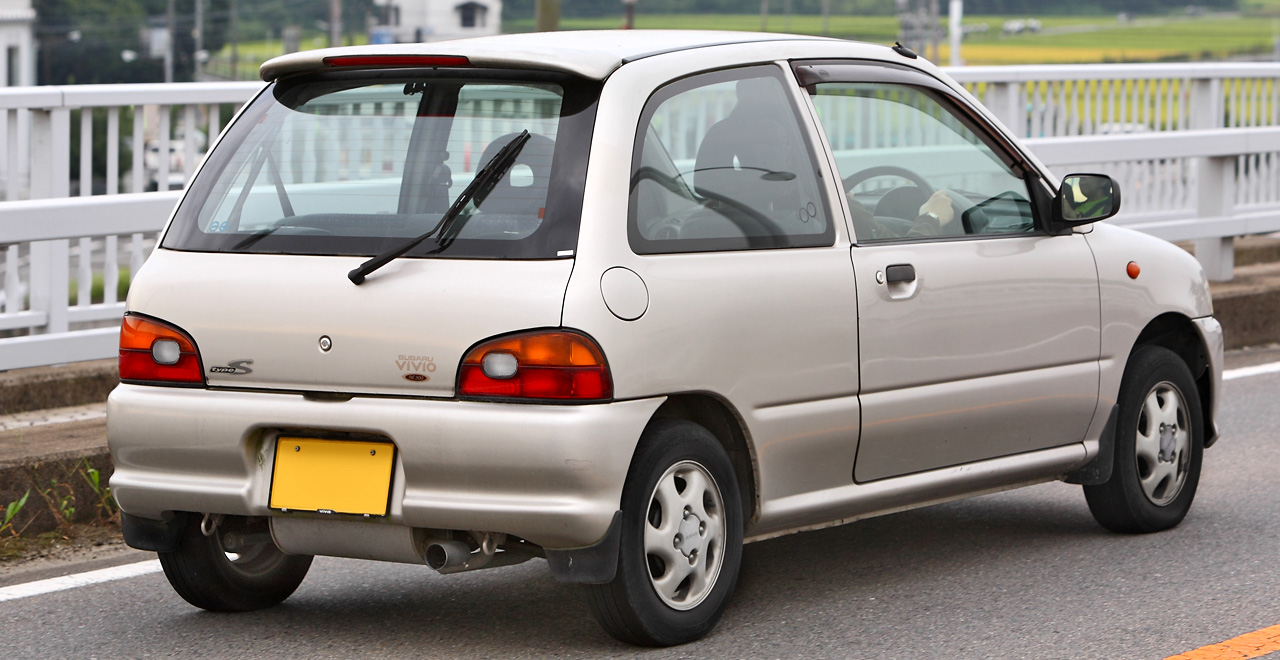
M300 Type S

- M300 Type S型：以M300型為基礎，加上轉速表、機械增壓引擎版的進氣壩、尾翼、12吋鋁合金鋼圈等配備。
- M300 Supercharger型：將M300 Type S型的自然進氣引擎改成機械增壓的658c.c.直列四缸SOHC EN07Z型，BBS製輪框為標準配備。

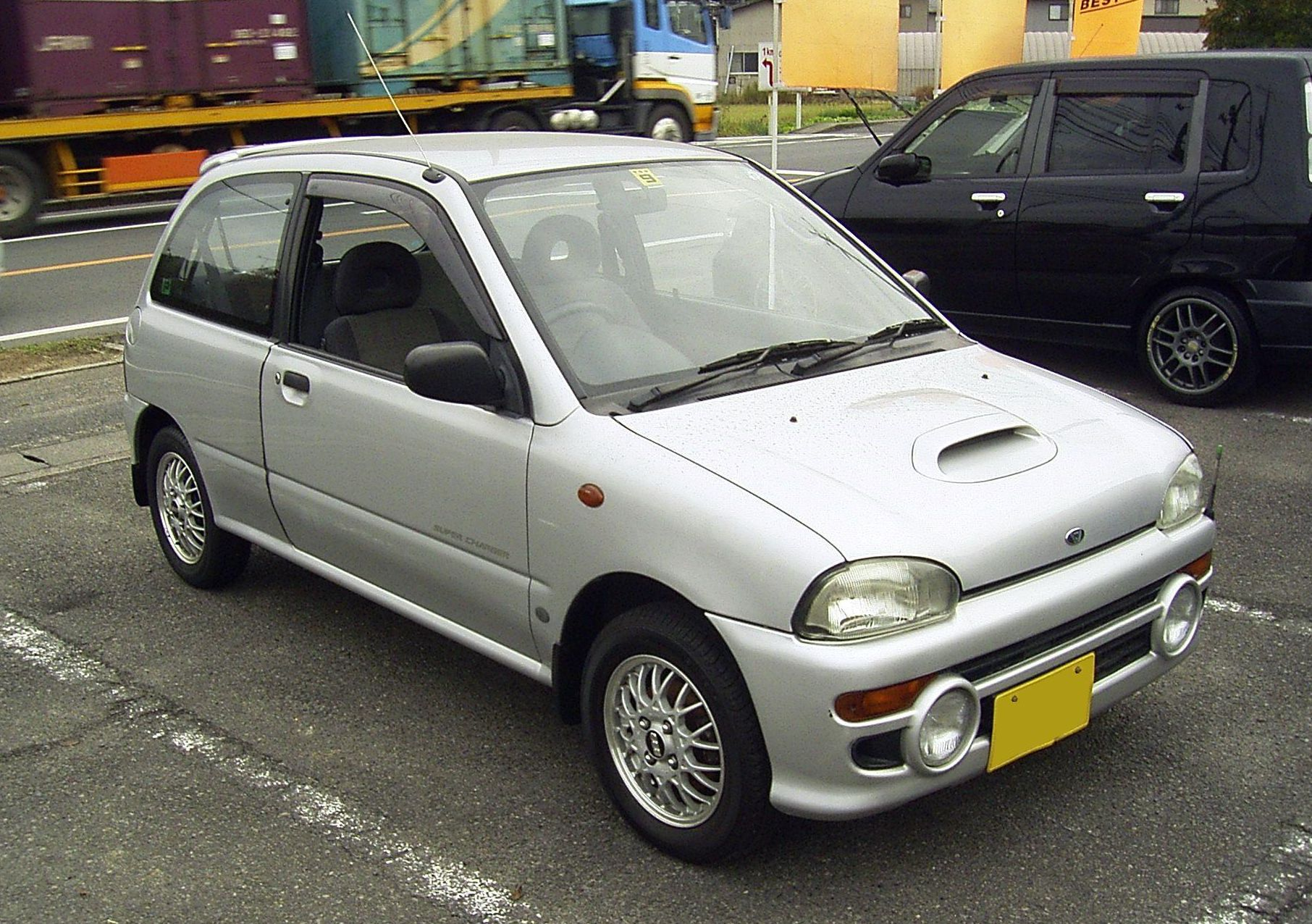
M300 Supercharger

- M300 Extra型：M300型系列中的廉價入門版，具有CD音響、木紋裝飾面板、免鑰匙感應門鎖系統（keyless entry system）等配備。
- A1型：1993年11月發表的限量車款，具4WD、ECVT、ABS防鎖死煞車系統等配備。
- Sound Special型：1994年元月發售的特別版，顧名思義配備了Kenwood音響系統。
- Reebok型：1996年5月限定發售的機械增壓版車款，與運動用品商銳步異業合作，具有運動化外觀和內裝、歌樂ADDZEST音響系統、SRS安全氣囊等配備。
- Leapal型（（日語）リーパル）：透過日本農業合作社（日语：農業協同組合）（（日語）農業協同組合，簡稱「農協」或「JA」）販售的特殊車型，具有專用銘牌、腳踏墊、晴雨窗[2]等配備。
- Transcare型：1997年5月針對身心障礙人士發售的福祉車輛，除了駕駛座可電動向外移動，助手席亦可迴轉。

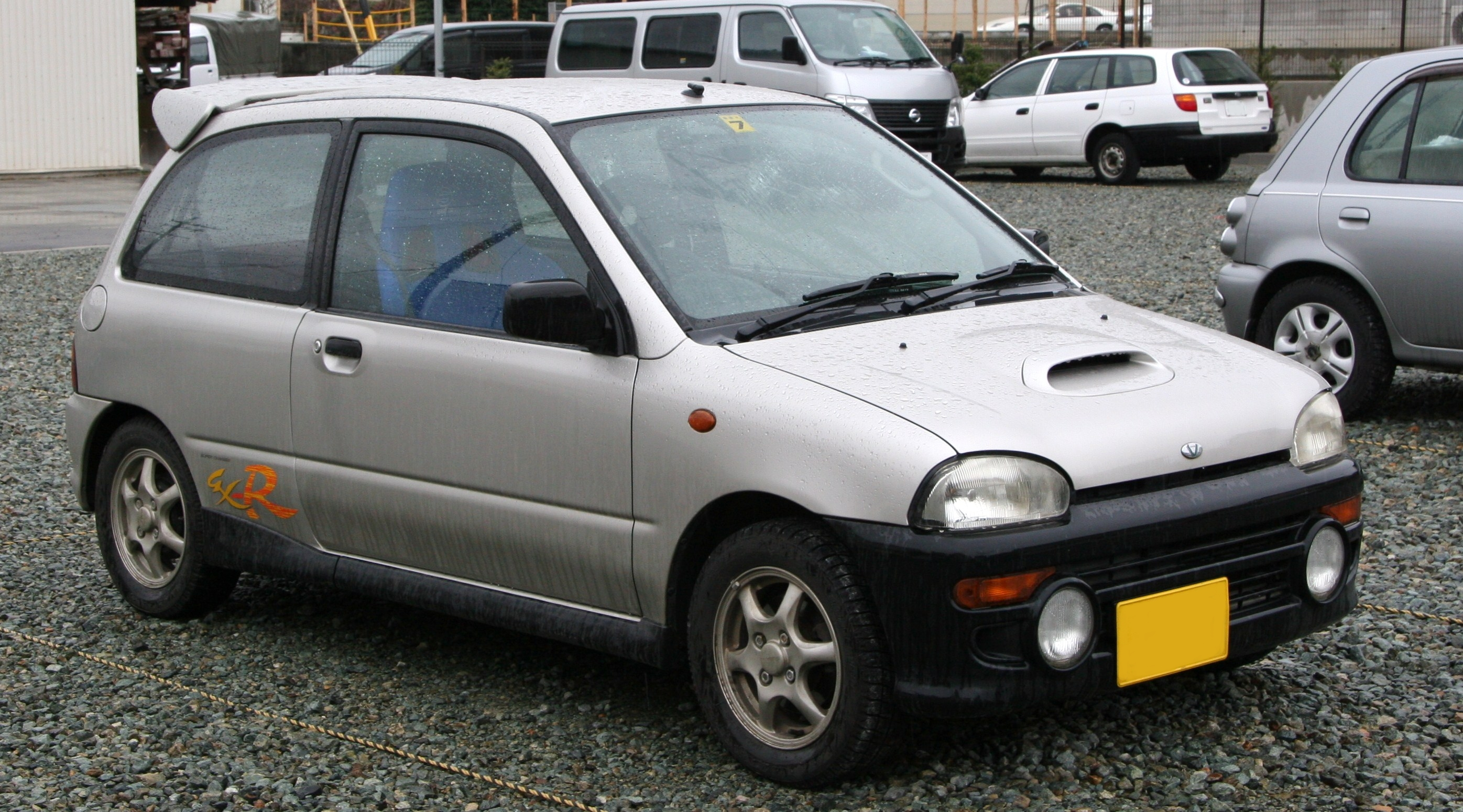
GX-R

- GX型：658c.c.直列四缸SOHC EN07A型引擎配合ECVT的版本，配備與ex型接近，並具有機械增壓引擎版的進氣壩、側裙、雙尾管、駕駛座椅面上下調整裝置、米其林製輪胎、ABC柱為黑色塗裝等配備。
- GX-R型：和GX型同樣的動力來源，卻具有RX-R型的配備。
- GX-L型：1994年發售，配備內容大致和GX型相同。
- GX-SS型：動力來源改成658c.c.直列四缸SOHC EN07E型引擎加上六速手排模式SportShift手自排變速系統，五門掀背車為前置前驅的設定。

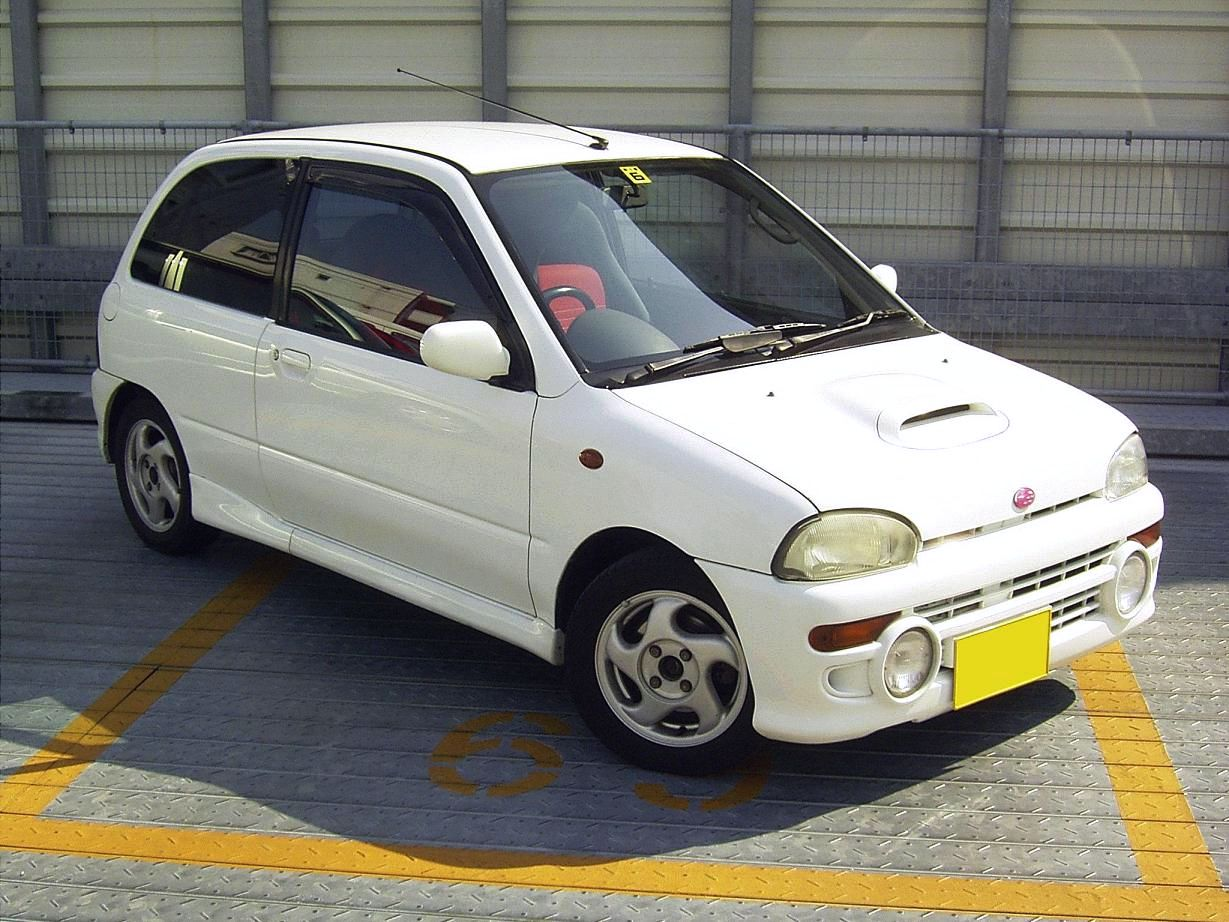
RX-R 4WD

- RX-R型：是最熱銷的車型，動力來源為658c.c.直列四缸DOHC EN07X型機械增壓引擎搭配五速手動排檔，引擎蓋中央有一個凸起的進氣口以助散熱，含有運動化座椅與中置天線等標準配備，亦可選購BBS製輪框。比較特殊的是，EN07X型引擎需加入高辛烷值汽油，可搾出64ps / 7,200rpm之最大馬力、10.8kg·m / 3,600rpm之最大扭力。
- RX-R S1型：屬於RX-R型的特別仕樣車，具有專屬銀色車身塗裝、隔熱反射前擋玻璃、抗紫外線車窗、Kenwood音響系統等標準配備。1992年9月曾以慶祝富士重工業推行全時四輪驅動20周年的名義發售，翌年7月再以該公司成立40周年重新發售。
- RX-R Special Version型：為了紀念Vivio在1993年肯亞拉力賽（Safari Rally）奪得A-5級的優勝，1995年5月原廠發售限量200部的紀念車型。具有速霸陸技術國際（Subaru Tecnica International，縮寫成STI）和PIAA共同開發的霧燈、藤壺技研工業（日语：藤壺技研工業）製Legalis K尾段、建伍音響系統等配備。
- RX-RA型：具有全時四輪驅動系統的車型，「RA」便是速霸陸汽車對競速車款的共通記號，故此車型去除了空調系統、電動窗、電動調整後視鏡等跟競速賽事無關的配備，比RX-R型減少20公斤。專用ECU、一至四檔齒比比較綿密的手排變速箱、經過強化的懸吊系統、後輪機械式限滑差速器等，皆是為了競速賽事而設定。
- RX-SS型：動力來源改成658c.c.直列四缸SOHC EN07E型引擎加上六速手排模式SportShift手自排變速系統，車身上的銘牌及雙色塗裝是最大的差異。

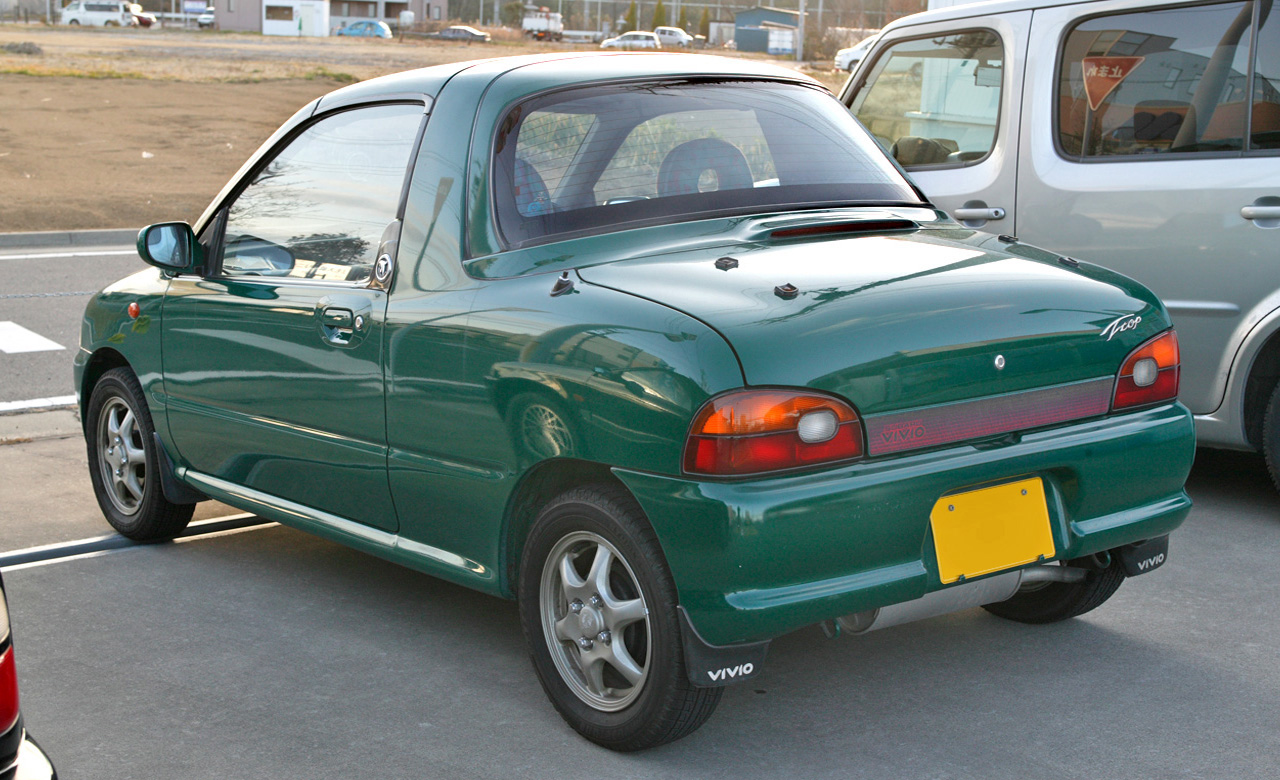
T-TOP

- T-TOP型：為了紀念富士重工業成立40周年、限量3千部的二門半開篷（英语：Targa top）（targa top）特殊車型，富士重工業特地委託神奈川縣橫濱市的高田工業（日语：高田工業）製造電動硬頂收納裝置[3]。採用五速手動排檔或ECVT的變速箱，色彩豐富的內裝乃其特徵，這部車也是富士重工業第一部採斜背車設計的車款。
- GX-T型：限量1千部的特別仕樣車，動力來源為658c.c.直列四缸SOHC EN07Z型機械增壓引擎，配合ECVT變速系統。

#### Bistro車型系列

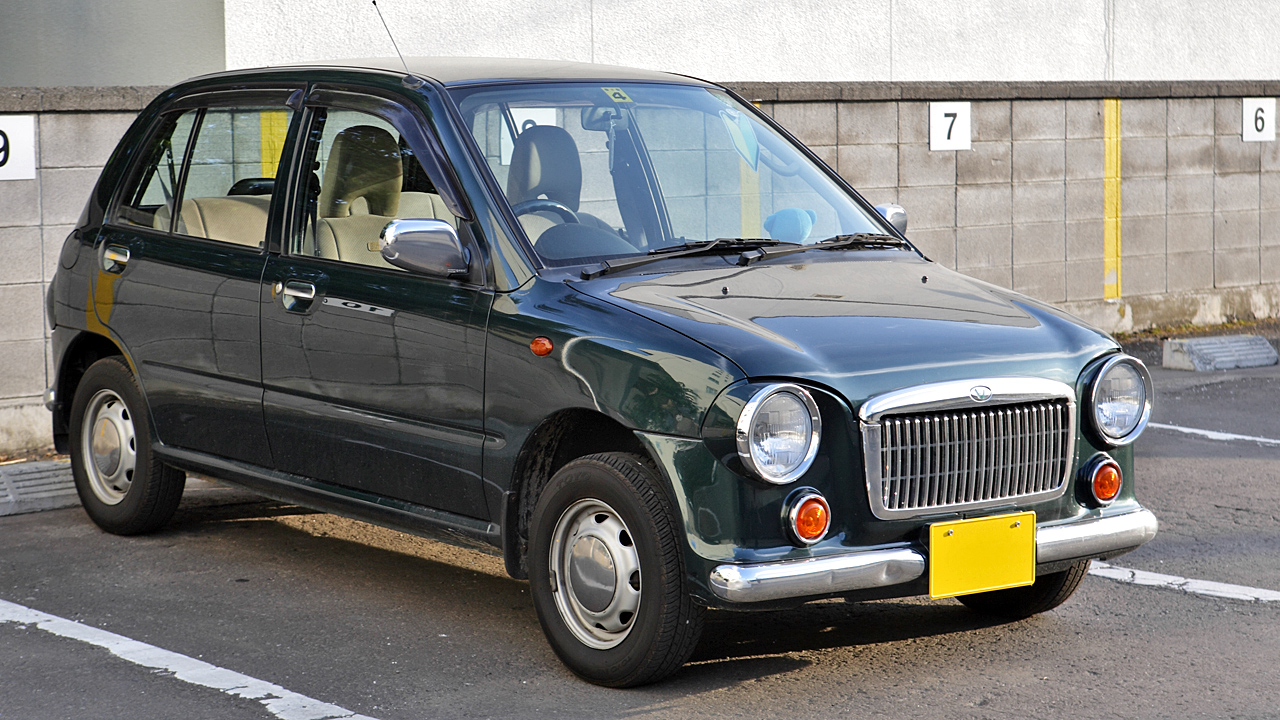
Bistro車頭

受到1980年代後半期日本車壇吹起的懷舊復古風潮影響，自1995年起富士重工業也發售復古造型的Bistro系列，包含下列車型：
- Bistro B-Custom型：屬於頂級車型，包括皮革座椅、專用車色塗裝、SRS安全氣囊等配備。
- Bistro Chiffon型：此為三門掀背版的Bistro，價格較為低廉。車頭的進氣壩、鍍鉻保險桿等部位皆模仿1954年因故未能量產上市的速霸陸1500，另外具有專屬輪圈蓋、皮革座椅等配備。

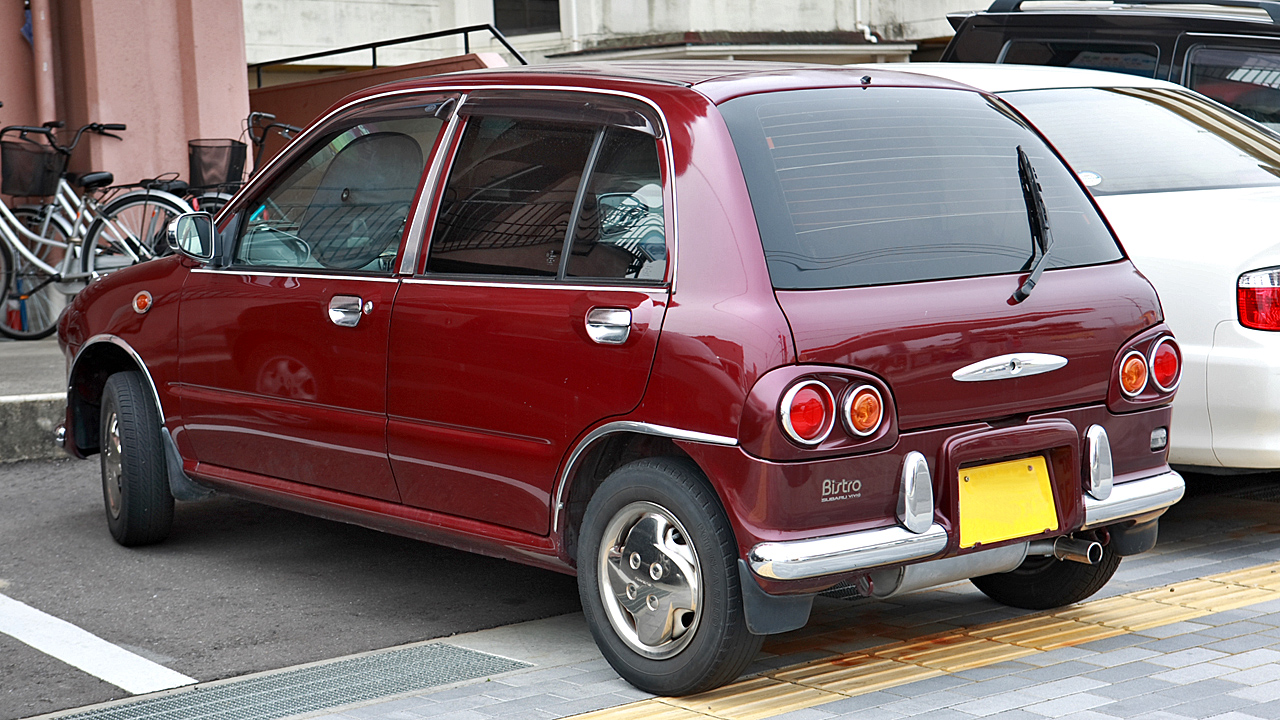
Bistro車尾

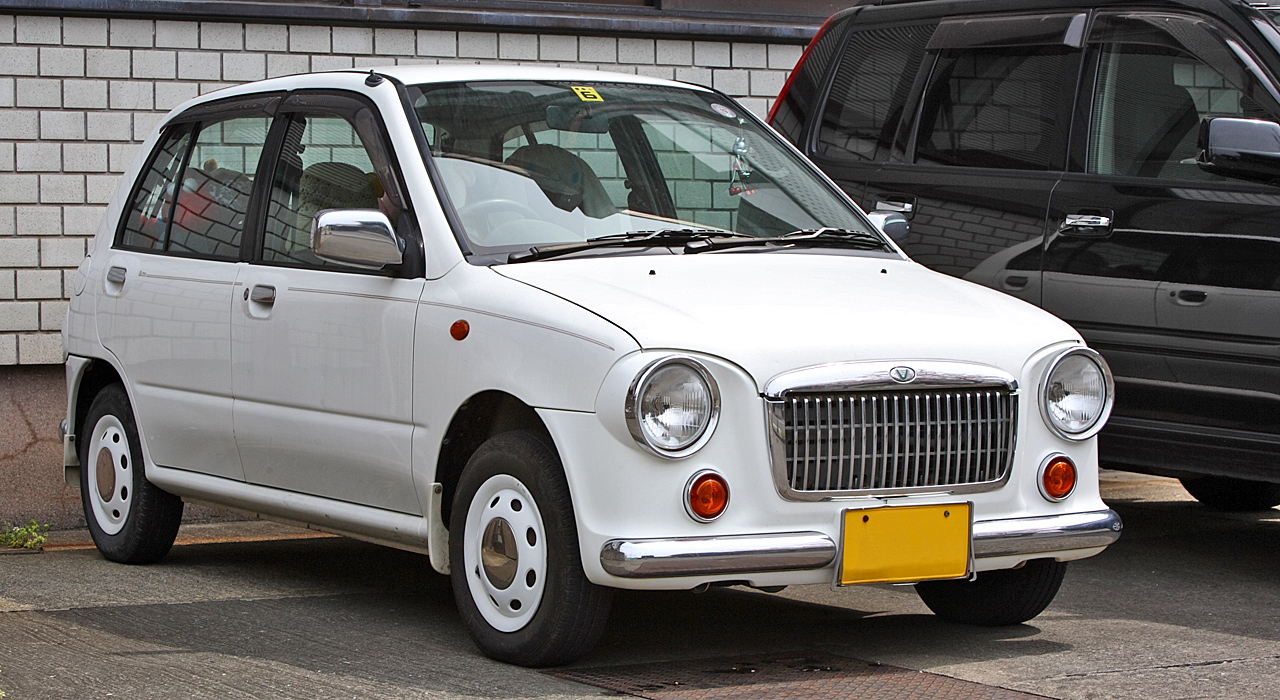
Bistro車尾

- Bistro White Edition型：顧名思義為白色車身的Bistro，另有專屬車身飾紋、輪圈蓋等部件。
- Bistro L型：屬於三門掀背版的入門級Bistro，安全氣囊為選購配備。
- Bistro Sports型：以Bistro型的外觀搭配前述GX型的動力心臟和變速箱，另有專屬的金色塗裝及放大的BBS製輪框。
- Bistro SS型：等於是前述RX-SS型加上Bistro的外觀，共有FF和4WD兩種選擇。
- Bistro Club型：具有英國風的車型，含有黑金屬色、深綠色、酒紅色等車身塗裝，專屬進氣壩、Minilite製12英吋鋁合金輪框、皮革座椅等列為標準配備，內裝顏色則為亮茶色。

### 競速賽事

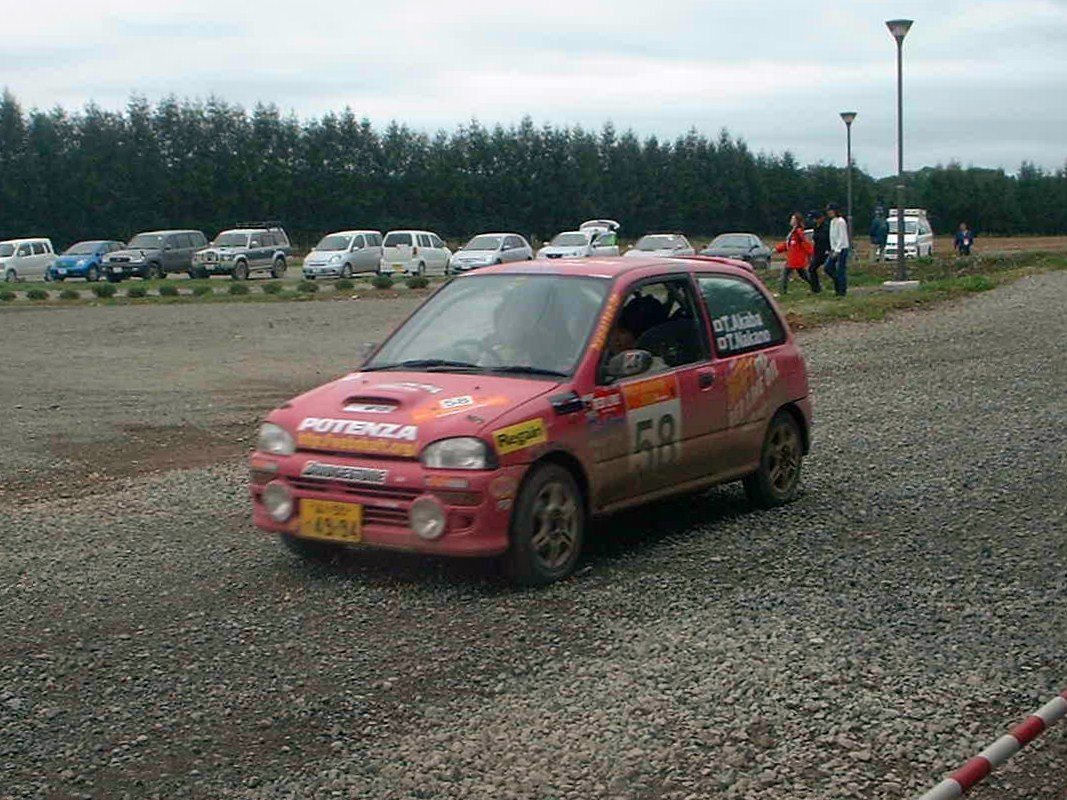
參加2002年日本拉力賽的Vivio

早在1992年Vivio便曾參加巴黎、莫斯科、北京等站的拉力賽，1993年肯亞拉力賽（Safari Rally）裡速霸陸拉力車隊派出英國籍科林·麥克雷（Colin Steele McRae）、日本籍石田雅史、肯亞籍派崔克·吉魯（Patrick Njiru）等三名賽車手，再加上獨立參賽的墨西哥籍法蘭西斯科·彼拉賽尼奧（Francisco Villaseñor），共有4輛Vivio投入此番賽事。
科林·麥克雷駕駛的Vivio在120km/hr的時速中，左前輪遭到路面突起的石塊擊中。雖然經過維修團隊搶修，卻仍超過比賽規定時間而淘汰。石田雅史的車則在第三天的賽程中，因為引擎冷卻系統的問題遭到淘汰。剩下的派崔克·吉魯因輪胎被石塊刺破，勉強以三輪繼續剩餘的賽程，不過除了離合器出狀況外，他自己也發生第三天不慎將路況筆記遺留在旅館裡的糗事。縱然如此，派崔克·吉魯仍然完成此站的所有賽程，雖然獲得綜合第12名，卻是A-5級的優勝。
此外，2000年代初期在北海道舉行的日本拉力賽中，也常看到獨立車隊使用Vivio作為比賽用車。

## 外部連結
- AutoNet汽車日報：日本名車系列（143）-SUBARU Vivio（1992-1998）